# Симеоне, Джулиано
Джулиа́но Симео́не Бальди́ни (исп. и итал. Giuliano Simeone Baldini; род. 18 декабря 2002, Рим) — аргентинский и испанский футболист, атакующий полузащитник клуба «Атлетико Мадрид».

## Биография
Сын футболиста и тренера Диего Симеоне. Его братья Джованни и Джанлука также являются футболистами.
Воспитанник «Ривер Плейта». В 2019 году перешёл в академию мадридского «Атлетико». За вторую команду «Атлетико», дебютировал 17 января 2021 года, в матче Сегунды Б против Побленсе. 20 апреля 2022 года дебютировал за основную команду «Атлетико», выйдя на замену в добавленное время.

## Достижения
«Атлетико Мадрид Б»
- Победитель Третьего дивизиона RFEF: 2021/2022